# Bernard M. Oliver
Bernard M. Oliver, aussi connu sous le nom de Barney Oliver, est un ingénieur américain né le 17 mai 1916 dans le comté de Santa Cruz et mort le 23 novembre 1995 .
Diplômé de Stanford et de Caltech, il effectue sa carrière aux laboratoires Bell, puis chez Hewlett Packard, dont il dirige les laboratoires de recherche. La National Medal of Science lui est décernée en 1986. En 2004, il est admis au National Inventors Hall of Fame.

## Biographie

### Jeunesse et formation
Bernard Oliver naît dans le village de Soquel, situé dans le comté de Santa Cruz en Californie. Il est le fils d'un ingénieur civil et d'une enseignante. Il étudie l'électrotechnique à l'université Stanford, où il obtient un baccalauréat ès sciences (Bachelor of Science) en 1935. L'année suivante, il obtient une maîtrise (Master's degree) du California Institute of Technology (Caltech), qui lui décerne un doctorat (PhD) en 1940 avec mention magna cum laude.

### Laboratoires Bell
Oliver est recruté par les laboratoires Bell en 1940. Il travaille notamment sur des systèmes de transmission télévisuelle, puis, après l'entrée des États-Unis dans la Seconde Guerre mondiale, sur les radars,. Il participe au développement du concept de modulation d'impulsion codée (en anglais : Pulse Code Modulation, ou PCM).

### Hewlett Packard
L'ingénieur entre chez Hewlett Packard en 1952. Il fonde les laboratoires de recherche de la firme et les dirige jusqu'à sa retraite en 1981. Durant cette période, il participe notamment à la mise au point de la calculatrice de bureau HP 9100, puis des calculatrices scientifiques de poche de la firme. Oliver est nommé vice-président et intègre le conseil d'administration de HP. Il détient plus d'une cinquantaine de brevets,. Oliver préside l'Institute of Electrical and Electronics Engineers en 1965.

### SETI
Bernard Oliver s'intéresse également à la radioastronomie et assiste à la conférence de Green Bank en 1961. En 1971, avec John Billingham du Ames Research Center, il organise un colloque sur le sujet. La recherche des signaux émis par de possibles civilisations extraterrestres grâce à un réseau de radiotélescopes est étudiée dans une étude de faisabilité. Oliver travaille au Ames Research Center de 1983 à 1993. Lorsque le Congrès décide d'interrompre le financement du projet, Oliver continue son travail au sein de l'institut SETI,,. En 1997, l'institut créé en son honneur la Bernard M. Oliver Chair.

## Récompenses
En 1986, Oliver reçoit la National Medal of Science. En 2004, il est admis au National Inventors Hall of Fame.